# Тайфунник мадерійський
{{#ifeq:0|0|{{#if:|{{#if:Pterodromamadeira|[[]}}|}}}}
Тайфунник мадерійський (Pterodroma madeira) — ендемічний вид із родини буревісникових (Procellariidae).

## Морфологічна характеристика

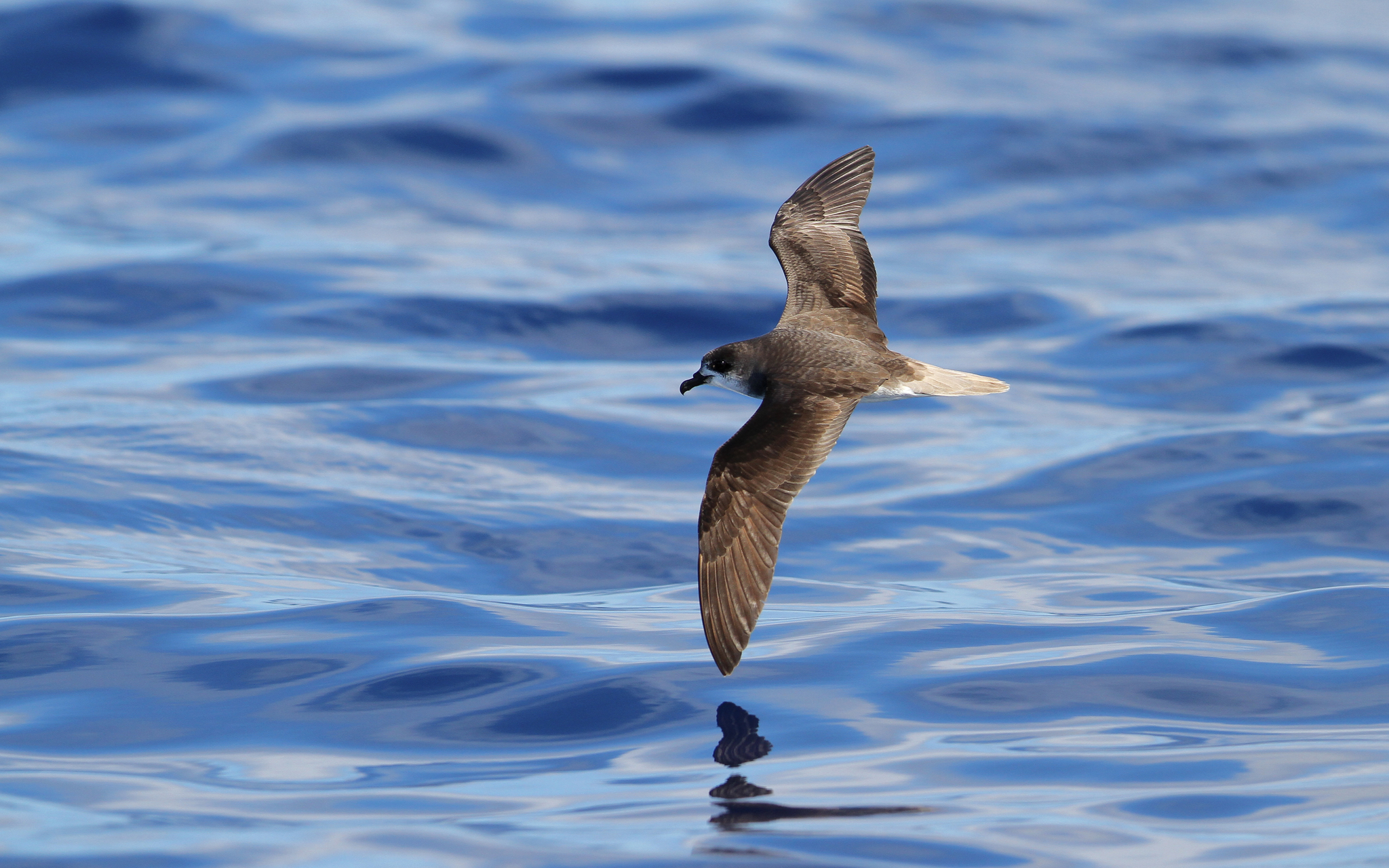

Птах має довжину 32–34 см, розмах крил 80–86 см, а середня вага 290 г. У нього сіра спина, сірі крила і сірий верх хвоста. Нижня сторона крил чорнувата, за винятком білого трикутника біля переднього краю біля тіла, а черево біле з сірими боками. На голові плямистий білувато-коричневий лоб, темна шапка і темна пляма під і позаду карого ока. Дзьоб чорний, а ноги м'ясо-рожеві, колір продовжується на першій третині лап, пальці й перетинки чорно-коричневі.

## Середовище проживання
Цей вид гніздиться в центральному гірському масиві Мадейри, Португалія, хоча субвикопні залишки в інших місцях Мадейри та на сусідньому острові Порту-Санту припускають, що раніше він був більш поширеним. У період нерозмноження P. madeira розповсюджується далеко від колонії, мігруючи або до регіону Зеленого Мису, далі на південь до екваторіальних вод у центральній Атлантиці або до Бразильської течії.

## Спосіб життя
Розмножується в норах на добре зарослих виступах на висоті до 1600 м над рівнем моря. Птахи повертаються до місць розмноження в кінці березня або на початку квітня. Одне яйце відкладається з середини травня до початку червня, а молодняк оперяється в кінці вересня або на початку жовтня. Успіх розведення, очевидно, покращився з 1980-х років, і в 2004 році з'явилося 29 пташенят. Раціон, ймовірно, складається з дрібних кальмарів і риби.

## Загрози й охорона
Загрозами є пожежі і хижацтво з боку інтродукованих котів (Felis catus) і пацюків (Rattus rattus).
Цей вид охороняється португальським законодавством. 